# 米尔恰·雷德尼克
米尔恰·雷德尼克（羅馬尼亞語：Mircea Rednic，1962年4月9日—），罗马尼亚男子足球运动员，司职后卫。他曾代表罗马尼亚国家队参加1990年国际足联世界杯，结果队伍止步十六强。